# Hiver 1962-1963 en Europe
L’hiver 1962-1963 en Europe est le plus long et le plus rigoureux enregistré depuis la fin du XIXe siècle.  En France, 3 vagues de froid ont été observées au cours de cet hiver.

-Après une fin d'automne particulièrement froide, la première offensive de froid arriva la 3ème décade de décembre, avec des journées continues sans dégel. Le jour de Noël 1962, toutes les stations hors des côtes enregistrent des températures comprises entre -12 °C et -16°C. C'est le jour de Noël le plus froid du XXème siècle.
-Mais c'est la deuxième vague de froid d'une intensité "exceptionnelle" selon météo France qui va être la plus redoutable. Elle s'étend de la mi-janvier à début février, et dure trois semaines pleines. Dans nombre de stations, les températures descendent à plusieurs reprises en dessous des -20 °C. On a enregistré des valeurs record un peu partout en France, avec des records absolus à Grenoble (-27°C) ou Montpelier (-18°C, ce qui est exceptionnel dans le bassin méditerranéen).
-Une troisième vague de froid d'une intensité plus modérée va affecter enfin le pays entre la fin février et le début mars. Des valeurs de -5°C à -10°C sont enregistrées continument dans toute la France continentale.
Au total en France, les trois mois d'hiver sont inférieurs de 4,3 °C par rapport aux normales, ce qui en fait l'hiver le plus froid depuis le début des relevés. Le nombre de jours sans dégel a été par exemple de 45 à Lyon, et à Dunkerque, la mer du Nord "frisait". 
La mortalité survenue à cause du froid est estimée à 50 000 victimes pour la France, ce qui en fait l'évènement climatique le plus meurtrier du XXe siècle.